# (24695) Štyrský
(24695) Štyrský est un astéroïde de la ceinture principale.

## Description
(24695) Štyrský est un astéroïde de la ceinture principale. Il fut découvert le 16 septembre 1990 à l'Observatoire Kleť par Antonín Mrkos. Il présente une orbite caractérisée par un demi-grand axe de 2,59 UA, une excentricité de 0,33 et une inclinaison de 5,1° par rapport à l'écliptique.

## Étymologie
Cet astéroïde est nommé en l'honneur de Jindřich Štyrský (1899–1942).